# Jeannette Kagame
Pour les articles homonymes, voir Kagame (homonymie).
Jeannette Kagame, née Jeannette Nyiramongi le 10 août 1962 au Burundi, est l'épouse du président rwandais Paul Kagame et de ce fait Première dame du Rwanda depuis 2000. Engagée dans la lutte contre le sida, elle est la fondatrice et la présidente de la fondation Imbuto.

## Biographie

### Origines, carrière et vie personnelle
Née au Burundi au sein d'une fratrie de sept enfants, elle est la fille de parents rwandais tutsis qui s'y étaient exilés. Son père tient un restaurant à l'aéroport international de Bujumbura. En 1983, elle se rend à Nairobi (Kenya) suivre des études supérieures, avant d'y travailler, au sein de la succursale de l'entreprise française Spie Batignolles. En 1988, elle rencontre, Paul Kagame, alors chef du renseignement militaire en Ouganda. Le couple se marie l'année suivante. En 1990, le Front patriotique rwandais lance une attaque contre le régime du président rwandais Juvénal Habyarimana ; Jeannette Kagame part alors en Belgique rejoindre sa belle-sœur mais revient épisodiquement en Ouganda.
Elle revient au Rwanda après le génocide des Tutsis de 1994 et y mène des actions sociales avec des associations. En 1996, elle crée une école privée, qu'elle dirige : la Green Hills Academy est située dans le quartier Nyarutarama à Kigali (en 2008, elle accueille 900 élèves de milieux plutôt défavorisés, de la maternelle à la terminale).
Paul et Jeannette Kagame sont parents de trois garçons et d'une fille : Ivan Kagame, Ange Kagame (en), Ian Kagame et Brian Kagame.

### Première dame
Elle s'investit dans l'amélioration de la vie des populations vulnérables au Rwanda, en particulier les veuves, les orphelins et les familles démunies.
En mai 2001, elle accueille à Kigali le premier sommet africain des Premières dames sur les enfants et la prévention du VIH / sida. Ce sommet conduit à la création du PACFA (Protection and Care of Families against VIH / AIDS ou Protection et prise en charge des familles contre le VIH / sida), une initiative qui se concentre sur la prévention auprès de tous les membres des familles, bien que par la suite d'autres sujets que la maladie aient été inclus comme projets. En 2002, elle cofonde l'OAFLA (Organisation of African First Ladies against AIDS ou Organisation des Premières dames d'Afrique contre le VIH / sida), dont elle est la présidente de 2004 à 2006.
Le 26 décembre 2007, elle crée la fondation Imbuto (qui signifie « semence » en kinyarwanda), qui porte plusieurs projets, comme l'extension des soins de base, le soutien économique aux familles touchées par le VIH, l'amélioration des connaissances et le changement des attitudes vis-à-vis de la santé sexuelle des adolescents, la protection des jeunes contre le sida, la prévention contre le paludisme, la réussite scolaire des jeunes filles, les bourses d'études aux jeunes défavorisés, la promotion de la lecture ou encore la culture de l'entreprenariat et du leadership pour les jeunes.
Elle est également mécène du Rotary Club Virunga, basé à Kigali, qui a créé la première bibliothèque publique du Rwanda en 2012, et membre des conseils d'administration de plusieurs organisations, dont la Global Coalition of Women against HIV/AIDS (Coalition mondiale des femmes contre le VIH / sida) et Friends of the Global Fund Africa (les Amis du Fonds mondial Afrique).
En 2010, elle reçoit un doctorat honorifique en droit de l'université chrétienne d'Oklahoma pour sa contribution à la lutte mondiale contre le VIH / sida et la pauvreté. La même année, elle est nommée représentante spéciale sur la nutrition infantile par le Programme alimentaire mondial (PAM). En 2009, l'UNICEF remet le Children’s Champions Award au président Paul Kagame et à son épouse, en reconnaissance de leurs efforts pour améliorer la vie des enfants au Rwanda. En 2007, l'Organisation mondiale de la santé (OMS) la nomme haute représentante du programme de vaccins contre le sida en Afrique (AAVP), afin d'assurer la participation active des secteurs de la société africaine impliqués dans la recherche et le développement de vaccins contre le VIH et le sida.
Décrite comme « discrète » et se défendant d'exercer une influence politique sur son mari, estimant qu'elle n'est pas une élue, elle poursuit ses études en parallèle de ses engagements de Première dame. Elle obtient ainsi une licence en gestion au Kigali Institute of Science, Technology and Management (KIST) et prépare à distance une maîtrise en finance dans une université étrangère.
Avec son mari et sa fille Ange, elle s'implique en faveur du développement des droits des femmes et de leur représentation en politique : en 2017, le Rwanda compte ainsi 63 % de députées et 35 % de ministres.
Elle participe à des cérémonies officielles, par exemple le 7 avril 2024, au ravivage de la flamme du mémorial du génocide de Gisozi, à Kigali.